# التخطيط العمراني في الدول الشيوعية
نتج التخطيط العمراني في دول الكتلة السوفيتية خلال حقبة الحرب الباردة عن دوافع أيديولوجية وسياسية واجتماعية واقتصادية. على عكس التخطيط العمراني في الدول الغربية، غالبًا ما كان يدعو التخطيط على الطراز السوفيتي إلى إعادة تصميم المدن بالكامل.
انعكس هذا التفكير على التصميم العمراني لجميع الدول الشيوعية. مارست معظم الأنظمة الاشتراكية شكلًا من أشكال التطوير الخاضع للرقابة المركزية ولأساليب البناء المبسطة الموضحة مسبقًا في المبادئ التوجيهية السوفيتية، في نهاية الفترة الستالينية. أدى التخطيط الشيوعي إلى إنشاء كتل مدن متطابقة تقريبًا في العديد من الدول، حتى لو وجدت اختلافات في التفاصيل بين كل دولة وأخرى.
غالبًا ما تتبع المدن ذات الطراز السوفيتي إلى الأفكار الحداثية في الهندسة المعمارية مثل أفكار لو كوربوزييه وخططه لباريس. تتميز التنمية السكنية بشكل عام بأبراج شاهقة في مناطق تشبه المتنزهات، وهي موحدة ويتم صنعها بكميات كبيرة باستخدام الألواح الهيكلية المعزولة خلال فترة زمنية قصيرة.

## بدايات التخطيط العمراني في الدول الشيوعية
عانت العديد من دول أوروبا الشرقية من أضرار مادية خلال الحرب العالمية الثانية وكانت اقتصاداتها في حالة سيئة للغاية. كانت هناك حاجة لإعادة بناء المدن التي تضررت بشدة بسبب الحرب. على سبيل المثال، تم تدمير وارسو، بولندا، وسويت عمليًا بالأرض نتيجةً للتدمير المخطط لها من قبل القوات الألمانية بعد انتفاضة وارسو عام 1944. تم تدمير مركز دريسدن بألمانيا بالكامل بسبب قصف الحلفاء عام 1945. تم تدمير ستالينغراد إلى حد كبير ولم يتبق سوى عدد قليل من الأبنية.
أصبحت الموارد المالية لدول أوروبا الشرقية، بعد تأميم الصناعة والأراضي، تحت السيطرة الحكومية الكاملة. كان ينبغي على الدولة تمويل كل الإعمار والاستثمار. كانت الأولوية لصناعة البناء، تماشيًا مع التزامهم بالشيوعية.
لذلك، خلال السنوات العشر إلى الخمسة عشر الأولى، تم توجيه معظم الموارد نحو تطوير الصناعة وإعادة بناء المدن المدمرة. في معظم الحالات، تم تنفيذ إعادة الإعمار هذه دون أي تخطيط عمراني لعدة أسباب. أولًا، كان يجب أن تبدأ إعادة الإعمار على الفور حيث لم يكن هناك وقت كافٍ لوضع خطة مفصلة. ثانيًا، لم تكن القوة البشرية والخبرة لتطوير الخطط العمرانية متوفرة بأعداد كبيرة.
في كثير من الأحيان، لم يتم إعادة بناء المدن المدمرة كما كانت من قبل. بدلًا من ذلك، تم بناء مدن جديدة تمامًا وفقًا لمبادئ الاشتراكية السوفيتية. من ناحية ثانية، أعيد بناء المباني ذات الأهمية التاريخية في بعض المدن الكبيرة. عمل الخبراء على جعل الترميم يشبه الأصل قدر الإمكان. على سبيل المثال، تم ترميم وسط المدينة القديمة في وارسو، وزوينجر في دريسدن، والعديد من المباني التاريخية في بودابست لتعود إلى جمالها قبل الحرب.
الاستثناء الجدير بالملاحظة هو بناء المسرح الوطني في بوخارست، رومانيا، الذي تضرر من القصف في أغسطس 1944. على الرغم من أن جزءًا من المبنى كان ما يزال قائمًا، قررت السلطات الشيوعية بعد توليها كامل السلطة في عام 1947، هدم بقايا المبنى.
في أواخر عام 1940، طور الاتحاد السوفياتي نوعًا جديدًا من المباني الشاهقة. تم بناء أول هذه المباني في موسكو: جامعة موسكو الحكومية، ومبنى كوتيلنيتشيسكايا إمبانكمينت، ومبنى كودرينسكايا سكوير، وفندق هيلتون موسكو لينينغرادسكايا، وفندق أوكراينا، ووزارة الخارجية، ووزارة الصناعة الثقيلة. تم تكرارها في بعض البلدان الأخرى، والأمثلة الرئيسية عليها هي قصر الثقافة والعلوم في وارسو ودار الصحافة الحرة في بوخارست. كان شارع ستالين (الذي سمي لاحقًا شارع كارل ماركس) في برلين الشرقية محاطًا أيضًا بمباني لها نفس النمط الستاليني، على الرغم من أن مفهومها كان مختلفًا عن المباني الشاهقة في موسكو. هذه المباني هي في الأساس أمثلة على الطراز المعماري الجديد، لكنها لم تستخدم التخطيط المعماري إلى حد كبير، ولا يوجد رابط مفاهيمي واضح بين هذه المباني وجوارها.
تطلب تشييد هذه المباني هدم المباني التي كانت موجودة في مواقعها. كان أشهرها هدم كاتدرائية المسيح المخلص، التي شُيّدت في موسكو كنصب تذكاري لهزيمة نابليون. كان الموقع مُرادًا لبناء قصر السوفييت، الذي لم يتم أبدًا. كان هدم المباني التاريخية، وخاصة الكنائس، بغرض إفساح المجال للأبنية الشيوعية الجديدة سمة عامة من سمات التمدن الشيوعي. المثال الأحدث هو هدم الأجزاء التاريخية من بوخارست على يد نيكولاي تشاوتشيسكو الذي كان يهدف إلى إعادة بناء العاصمة بأسلوب اشتراكي واقعي.
في حالات أخرى، حافظ السوفييت على الهياكل التاريخية وحاولوا طمس أهميتها غير السوفيتية؛ وبدلًا من ذلك، ركزوا على الجماليات والجمال المحسوس. على سبيل المثال، أعيد استخدام كاتدرائية فيلنيوس كمتحف فني بعد أن استعاد الاتحاد السوفيتي ليتوانيا في عام 1944. بالإضافة إلى ذلك، تم تغيير أسماء الشوارع في فيلنيوس لتعكس بدقة القيم السوفيتية. بمرور الوقت، بدأت المدينة في التوسع، وفي الخطة الرئيسية لعام 1978 لفيلنيوس، تم اقتراح مناطق جديدة، كان معظمها سكنيًا. حُظر السكن الخاص الجديد من وسط المدينة والمدينة القديمة.
جلب التحول إلى الصناعة المزيد من الناس من المناطق الريفية إلى المدن. مع بناء عدد قليل من الوحدات السكنية الجديدة بعد الحرب مباشرة، أصبح النقص الحاد في المساكن أكثر سوءًا. في النهاية، احتاج النقص المستمر في المساكن والاكتظاظ برنامجًا مكثفًا للبناء الجديد. نتيجةً لذلك، تبنت معظم الدول الشيوعية الحل المستخدم في الاتحاد السوفيتي والذي تضمن قيودًا صارمة على مساحة المعيشة التي يحق لكل شخص الحصول عليها. بشكل عام، يحق لكل شخص الحصول على حوالي 9-10 أمتار مربعة (100 قدم مربع). في كثير من الأحيان، كان على أكثر من شخص مشاركة نفس الغرفة. غالبًا ما يتشارك جيلان أو أكثر من نفس العائلة في شقة تم بناؤها في الأصل لعائلة بيولوجية واحدة فقط. لم تكن هناك مساحة مخصصة منفصلة لغرفة المعيشة وغرفة تناول الطعام. بعد منتصف خمسينيات القرن العشرين، استهدفت سياسات الإسكان الجديدة البناء الشامل لشقق فردية أكبر.

## المحاولات الأولى لتخطيط المدن الاشتراكية في أوروبا الشرقية
في عملية التحول الصناعي الاشتراكي، تم بناء المنشآت الصناعية ليس فقط بالقرب من المدن القائمة ولكن أيضًا في المناطق التي توجد فيها مجتمعات ريفية صغيرة فقط. في هذه الحالات، ظهرت مجتمعات حضرية جديدة بالقرب من المنشآت الصناعية لاستيعاب العمال. تنطبق هذه الحالة على نوا هوتا (1949) في بولندا، ودوناويفاروش (1950) في المجر، وأونيشتي (1952) في رومانيا.
بعد الحرب العالمية الثانية، تسارع بناء السدود بسبب انتشار التقنيات الجديدة. نتج عن نقل الأشخاص الناجم عن وجود خزانات التخزين على الأنهار الكبيرة، الحاجة إلى مجتمعات جديدة. هُدمت العديد من القرى التقليدية القائمة على النهر ونٌقل سكانها. على سبيل المثال، في رومانيا، تطلب بناء سد إيزفورول مونتلوي على نهر بيستريتسا نقل عدة قرى يبلغ عدد سكانها عدة آلاف من الأشخاص.
كانت هذه الاتجاهات في أوائل سنوات ما بعد الحرب مجرد علامة لما كان سيتبعها في العقود التالية حيث تم التغلب على قيود إعادة الإعمار ونفذت التنمية على نطاق أوسع بكثير. من ناحية ثانية، بينت المشاريع الأولى الحاجة إلى التخطيط المعماري في المناطق المحلية الجديدة. وشمل ذلك أيضًا تصميم نظام البنية التحتية بأكمله مثل الطرق وإمدادات المياه وإمدادات الطاقة وكذلك دراسات التأثير الاجتماعي، حيث تأثر أسلوب حياة السكان بشدة في كثير من الحالات. على سبيل المثال، في كثير من الأحيان لا يحصل المزارعون الذين تمت المطالبة بأراضيهم من أجل التنمية على أراضٍ زراعية بديلة أو تعويض.